# Publius Cornelius Lentulus Sura
Publius Cornelius Lentulus Sura was een afstammeling van de voorname gens Cornelia. Hij stond bekend als een lui en onnadenkend man, die bovendien verwaand en gewetenloos was.
Hij doorliep de cursus honorum. Toen hij quaestor was, had hij het zo bont gemaakt dat hij door de dictator Lucius Cornelius Sulla voor de senaat ter verantwoording werd geroepen voor de verspilling van staatsgelden. In 71 v.Chr. werd hij consul.
Na zijn consulaat werd hij uit de senaat gestuurd wegens wangedrag (door de censor), waardoor hij geen tweede maal consul kon worden, tenzij hij opnieuw tot de praetuur werd toegelaten. Dit lukte hem en hij werd in 63 v.Chr. (het jaar waarin de zogenaamde Tweede Catilinarische samenzwering plaatsvond) als praetor aangeduid. Hoewel hij een ambt bekleedde, nam hij toch deel aan de samenzwering van Catilina. Daarom werd hij op 5 december 63 v.Chr. samen met de andere samenzweerders die zich nog in Rome bevonden ter dood gebracht nadat Marcus Tullius Cicero de laatste van zijn beroemde Catilinarische Redes had afgestoken in de senaat.

## Antieke bronnen
- Cassius Dio, XXXVII 30, XLVI 20.
- Plutarchus, Cicero 17.
- Sallustius, De Catilinae coniuratione 55
- Cicero, In Catilinam III, IV; Pro Sulla 25.

## Referentie
- W. Smith, art. Lentulus (18), in W. Smith (ed.), A dictionary of Greek and Roman biography and mythology, II, Boston, 1867, p. 730.